# 李伯禽
李伯禽（？—792年），乳名明月奴，祖籍在中國隴西郡成紀縣（今中國甘肅省天水市秦安縣），唐代詩人李白之長子。母親許氏於西元738年去世。父親李白死於安徽當塗。李伯禽在李白死後定居於當塗，作為一介平民過著農耕生活，並於唐德宗的貞元八年（西元792年）去世。

## 年幼時
李白《上安州裴長史書》中指出，他在看完司馬相如所大為誇耀處地的文章後便慕名前往，在旅途中遇到了前朝許相國一家，李伯禽的父母就此相遇，而李白便被召進門做女婿。李白在入贅後與許氏誕下一子一女，其子即為李伯禽；「白始娶於許，生一女二男，曰明月奴。女既嫁而卒。」這句來自魏顥《李翰林集序》的話交代了李伯禽的誕生故事，李白入贅許家，與許氏生下了李伯禽和他的姊姊李平陽。李伯禽的乳名叫明月奴，並且其母在不久後即過世。「又合於劉，劉訣。次合於魯一婦人，生子曰頗黎。終娶於宋。」而接著的這段話能得知，李白在許氏過世後又與另外三位女子分別建立同居或者婚姻關係，也就是李伯禽一生總共有四個「媽媽」，並且隨著李白四處漂泊。
根據李白的詩作《南陵別兒童入京》，可以看出李伯禽與他姊姊兩人皆沒有受到中間兩位後母的悉心照顧，而在寄給小姊弟兩人的詩《寄東魯二稚子》中表示了對於其兩人的想念以及因礙於現實而無法接過兩姊弟至新家中的無奈。

## 家庭
李伯禽生前育有一子兩女，其子在年輕時出遊後便不知所終。兩個女兒嫁給了當地農民，兩人分別為陳雲、劉勸。而李伯禽的經濟狀況不佳，社會地位也僅是位普通的士人，在其子失蹤後，這身分也無以為繼。但，兩位女兒在嫁入貧困農家後非常有志氣，當范傳正表示能夠位此兩人找到改嫁進入達官貴人的家族中時拒絕了，她們表示原因是「生縱偷安，死何面目見大父於地下？」——這樣為了生存而斷然改嫁的話，她們在死後就沒有面子見她們的李白爺爺了。

## 生涯
「父伯禽以貞元八年不祿而卒，有兄一人，出游一十二年，不知所在。」自〈唐左拾遺翰林學士李公新墓碑　並序〉的記載，得知李伯禽在生前不曾任官，並且由其後接續幾句中能夠知曉李伯禽一生貧困，因資源缺乏而難以維生，致死過著樸實無華的生活。「且曰二孫女不拜墓已五六年矣，因告邑宰李君都傑，請免畢元宥力役，俾專灑掃事。」其女因哥哥在他年幼時出遊後便不知所終，且生前僅僅是位士人的父親也已過世，導致生活難以為繼，甚至因而無法掃墓上香近五、六年而忍辱求助於縣官，才免於了對於其兩女之農耕家庭相對繁重的繇役賦稅。

## 晚年
「有子名伯禽，偶游至此，遂以疾終，因葬於此。」這句是來自劉全白的《唐故翰林學士李君碣記》從這裡可以知道，在李白因病而死後，李伯禽將其父葬於當塗縣，並在此安家，躬耕於農園，並且同樣在此長眠。
「公之孫女搜於箱篋中，得公之亡子伯禽手疏十數行，紙壞字缺，不能詳備。」在李伯禽死後，他的兩位女兒在家中找到了李氏家譜，不過因保存狀況差，很多資料已經佚失，但仍然是非常珍貴的資料，上面可以看出李伯禽的家族淵源，並且在這之後，能夠辨識的資料由本篇〈唐左拾遺翰林學士李公新墓碑　並序〉之作者范傳正紀錄後保存。

## 記載
《李翰林集序》、《翰林學士李公新墓碑》、《唐故翰林學士李君碣記》等關於李白的傳記，以及其父李白自身的詩作中，都能看到關於李伯禽的記載。

## 軼聞
李伯禽曾在《太平廣記》中出現，《通幽記》中提到，李伯禽因為在蔡侍郎廟中看見數名美人兒調侃了幾句，蔡侍郎便乘車前往李伯禽家。李伯禽聽到聲音驚醒後便命設酒餚招待蔡侍郎，接連兩日皆如此。在事件過後，李伯禽告訴其家小蔡侍郎已經同意那數名女子與自己結婚，並且告別鄉里準備迎娶，但他卻在數日後便死去。